# John Comyn
John Comyn, conte di Buchan (... – dicembre 1308), è stato un nobile, politico e condottiero scozzese conte di Buchan ed importante membro del clan Comyn, fu uno dei principali oppositori di Roberto I di Scozia durante la guerra civile che si mosse in parallelo alle Guerre di indipendenza scozzesi.

## La famiglia, le sue origini e l'influenza
La famiglia Comyn si origina dalla Normandia ed il loro cognome deriva, probabilmente, dal paese di Comines, vicino a Lilla, nell'attuale Nord-Pas-de-Calais. Un'altra ipotesi li vorrebbe originari di Bosc-Bénard-Commin vicino a Rouen.
John Comyn non va confuso con il cugino John Comyn, III Signore di Badenoch che morì nel 1306 a Dumfries.
Il primo Comyn a stabilirsi in Scozia fu Richard Comyn, nipote di William Comyn, cancelliere di Enrico I d'Inghilterra e che poi divenne Cancelliere di Scozia sotto il regno di Davide I di Scozia nel 1136.
I Comyn a quel tempo rappresentavano una classe politica e nobiliare nuova, in quanto stranieri, il cui potere era destinato a crescere o decrescere a seconda della benevolenza del sovrano, che si servì di loro per estendere la propria autorità fino a quelle frange del regno che ancora erano semi-indipendenti.
I Comyn ebbero le loro prime rendite terriere nel sud della Scozia, poi nel 1212 William Comyn, giustiziere di Scozia (Moray 1163 - Buchan 1223), nonno di John, sposò Marjorie unica erede di Fergus, conte di Buchan (morto forse nel 1214) e le sue terre si espansero, grazie alla moglie, nel Nord-Est del paese. Quando nel 1223 gli succedette il figlio Alexander Comyn (morto nel 1289), la famiglia fu la prima, fra quelle anglo-normanne, ad avere un simile status ed espansione terriera. I Bruce, altra famiglia normanna, diventerà altrettanto potente solo nel tardo Duecento quando acquisirà il contado di Carrick.
I Comyn si espansero ancora verso Nord-Est quando Walter Comyn (morto nel 1258), figlio di William, acquisì la parte sud del vecchio contado di Moray prendendo la Signoria di Badenoch. Ancora negli anni della metà del Duecento si estesero vero ovest, partendo dalle coste dell'Aberdeenshire fino al Loch Linnhe.
L'influenza della famiglia andò crescendo sotto i regni di Alessandro II di Scozia, Alessandro III di Scozia con il picco nel regno di Giovanni di Scozia.

## Trenta pretendenti al trono di Scozia
Nel 1290 Margherita di Scozia morì a soli sette anni portando con sé la dinastia dei Canmore. La conseguenza fu che in una trentina si presentarono come Pretendenti al trono di Scozia, fra questi Robert Bruce, V Signore di Annandale, nonno del futuro re, e Giovanni di Scozia. Anche un Comyn, John Comyn III, Signore di Badenoch (morto nel 1302), fu uno dei pretendenti minori, ma il peso della famiglia si appostò dietro la candidatura di Giovanni di Scozia che di Comyn era il cognato. Alla fine, nel 1292, Edoardo I d'Inghilterra appoggerà Giovanni che assurgerà al trono come più forte fra tutti i pretendenti in base alle leggi feudali. I Bruce non furono affatto contenti del risultato, ma per ora le sorti della corona erano strettamente legate ai Comyn, alla loro esistenza o alla loro distruzione e la divisione che aveva regnato in Scozia per i precedenti cinquant'anni venne spazzata via.
Alexander Comyn era il padre di John, uno dei suoi fratelli, Alexander, sposò Joanna Latimer. Dal matrimonio nacque Alice Comyn che sposò Enrico di Beaumont, il quale più avanti reclamerà per sé il contado di Buchan.
John succedette al padre nel 1289 come conte di Buchan e presto venne gettato nella mischia della politica nazionale quando era, presumibilmente, attorno ai trent'anni. Quando Giovanni di Scozia salì al trono John divenne un membro importante della corte e fu nominato Conestabile nel 1293. Quando il re Edoardo I d'Inghilterra mosse guerra alla Francia John venne convocato in quanto Feudatario di Scozia per combattere nell'imminente conflitto. Edoardo trattava Giovanni come un vassallo, d'altronde il suo trono era largamente dovuto all'interessamento che il sovrano inglese aveva dimostrato, ma la sua sottomissione a questa richiesta fu troppo per i baroni che per tutta risposta presero il governo nelle proprie mani. La nuova politica prevedeva un'alleanza scozzese con la Francia che fu ratificata dal fidanzamento di Edward Balliol (1283 circa - 1367), figlio di Giovanni, con una delle figlie di Carlo di Valois, fratello del re di Francia. Questa più o meno dichiarata guerra contro gli inglesi avvenne nel 1295, John, in quel periodo, assieme al cugino John Comyn, III Signore di Badenoch attaccò la città di Carlisle, l'apertura delle Guerre di indipendenza scozzesi coincisero anche con il primo scontro fra i Comyns e i Bruce, nella persona di Robert Bruce, VI Signore di Annandale (luglio 1243 - poco prima del 4 marzo 1304), che avrebbe dovuto condurre l'attacco al posto dei Comyn.
L'attacco a Carlisle fu un totale fallimento, così come il resto della campagna condotta nel 1296. Edoardo si sbarazzò dei principali signori scozzesi nella Battaglia di Dunbar e si mosse rapido verso nord. Nel luglio del 1296 John, assieme a Giovanni e agli altri nobili scozzesi si arresero ad Edoardo nella città di Montrose (costa ovest della Scozia). Giovanni venne privato delle insegne reali e portato alla Torre di Londra come prigioniero. John non se la cavò peggio, venne preso ed imprigionato a sud del fiume Trent. Nel 1297 promise ad Edoardo che avrebbe combattuto i francesi, tuttavia il sovrano preferì aspettare qualcosa di più forte per mettere il conte al suo servizio.
Nello stesso anno la Scozia venne sommersa da una dilagante ribellione, Andrew de Moray a nord e William Wallace a sud stavano sollevando il paese. Il coinvolgimento di de Moray toccava John da vicino perché la sua attività lo portava ai confini delle proprietà dei Comyn. Era l'occasione che aspettava Edoardo, con l'intento di portare de Moray sotto il suo controllo spedì John verso la Scozia.

## Falso ambasciatore d'Inghilterra?
Il compito affidatogli da Edoardo era delicato e avrebbe richiesto tutte le sue abilità diplomatiche, visto che gli interessi in gioco si muovevano molto vicino alle sue proprietà. D'altronde i de Moray non gli erano sconosciuti, il figlio del suo vicino Andrew de Moray, di Petty ed Avon era ancora detenuto da Edoardo, in Inghilterra. Le due famiglie erano legate anche da interessi famigliari, Sir Andrew aveva sposato in seconde nozze Eufemia Comyn, sorella di John III Comyn, Signore di Badenoch. Non era di certo un momento facile, non prendere posizione o schierarsi con i ribelli era comunque pericoloso, in quel periodo John Comyn III, Signore di Badenoch era nelle Fiandre per conto di Edoardo, dunque gli era, almeno apparentemente, fedele.
Alla fine John e de Moray si incontrarono sulle rive del fiume Spey in una fortezza che, il segretario inglese di Edoardo definì fatta di fanghiglia e legno. La scelta di un luogo tanto isolato dovette essere giustificata e John sostenne con Edoardo di averla scelta perché difficilmente, lì, avrebbe potuto essere seguito. Il segretario scrisse al sovrano di non essere sicuro della completa affidabilità di John, ma non poteva nemmeno dimostrare il contrario, tanto che nessuno agì contro di lui accusandolo apertamente di doppio-giochismo.
Quel che è sicuro è che l'11 settembre gli scozzesi difficilmente avrebbero potuto presentarsi alla Battaglia di Stirling Bridge con tanti uomini se John non avesse dato un tacito appoggio al reclutamento delle forze militari nel paese.

## Da Stirling a Falkirk
John non fu presente alla Battaglia di Stirling Bridge, nonostante il suo probabile ed indiretto contributo e in quegli anni la sua vita politica è relativamente oscura. De Moray morì subito dopo la battaglia e William Wallace emerse come Guardiano di Scozia nei primi mesi del 1298. È opportuno ricordare che in quel tempo, pochi o nessuno dei grandi protagonisti della Rivoluzione rispondevano all'immagine dei patrioti idealisti o i cattivi invasori che sono giunti sino a noi attraverso i secoli. Gli interessi personali e famigliari erano importanti e difficilmente venivano dimenticati. Per John e gli altri nobili Wallace non era altro che un parvenu, non certo un eroe, ma un figuro che in tempi normali non avrebbe mai scalato i vertici della società feudale. Per John vi fu un altro e personale motivo di irritazione, il vescovado vacante di Saint Andrews non venne preso da suo fratello William Comyn, ma dietro ordine di Wallace, da William Lamberton. Alcuni storici locali contemporanei asseriscono che per questo John disertò la Battaglia di Falkirk il 22 luglio del 1298, ma la questione è ancora incerta e dibattuta.
Dopo la sconfitta Wallace lasciò l'incarico di Guardiano di Scozia che venne raccolto da Robert Bruce ed a lui si affiancò John Comyn III, Signore di Badenoch. Questa compartecipazione era probabilmente volta a bilanciare le aspirazioni di entrambi, benché agissero nel nome del deposto re Giovanni era noto che Bruce volesse reclamare il trono per sé.
Quando nel 1299 i nobili si riunirono a Peebles il clima di cooperazione rischiò di crollare quando una lite fra i baroni degenerò al punto tale da sfiorare l'omicidio. A seguito di questo episodio William Lamberton venne affiancato al Guardiano perché lo aiutasse a mantenere la pace. Una scelta che ai Comyn, che non avevano dimenticato l'usurpazione del seggio vescovile, di certo non piaceva. Alla fine Lamberton dovette rinunciare quando John Comyn III, Signore di Badenoch minacciò di ritirare il proprio appoggio. Nel 1300 Robert Bruce dovette fare un passo indietro perché sembrò che il ritorno sul trono di Giovanni di Scozia fosse vicino, una possibilità che di certo sarebbe piaciuta alla famiglia di John.

## La resa conveniente
Dal 1300 al 1304 le Guerre di indipendenza scozzesi si intrecciarono con quella privata dei Comyns. John Comyn III, Signore di Badenoch aveva ottenuto la carica di Guardiano di Scozia e John ottenne quella di Giudice di Scozia con la corte ad Aberdeen nei primi mesi del 1300. John si mosse anche dal punto di vista militare, in qualità di sceriffo di Wigtown fece diverse incursioni in territorio inglese o nelle terre di Galloway ufficialmente per perseguire meglio il fine d'indipendenza nazionale. Nel 1301 si unì a John de Soules (morto nel 1310) per attaccare gli inglesi lungo la valle del Clyde (fiume). Nel 1302 partì per Parigi nel tentativo di evitare che inglesi e francesi stringessero un trattato di pace che avrebbe avuto, per la Scozia, il solo effetto di isolarla e di renderla vulnerabile. Nonostante la vittoria ottenuta alla Battaglia di Roslin del 24 febbraio 1303 gli scozzesi erano duramente provati e vicini al crollo, Edoardo in quell'anno caricò di nuovo la Scozia con uomini e mezzi mettendo a dura prova l'esercito della resistenza. Passo dopo passo gli inglesi arrivarono fino su al nord, ad un passo dalle proprietà dei Comyn di Badenoch e Buchan. Il Guardiano fece una scelta pragmatica, strinse un trattato di pace con Edoardo siglato presso Perth nella primavera del 1304. Ancora una volta i Comyn non pagarono troppo duramente la sconfitta, Edoardo poteva anche odiare Wallace, ma non poteva pretendere di governare la Scozia senza compromesso e i Comyn ne erano parte. D'altronde Edoardo aveva da poco ultimato il suo piano di conquista del Galles e non poteva permettersi di spendere di nuovo lo stesso numero di uomini, mezzi e denaro che aveva usato per il Galles. Altra scelta non c'era e si alleò con i suoi precedenti nemici. John entrò nel consiglio di Governo presieduto da Giovanni di Bretagna, nuovo governatore, e nel settembre 1305 andò a Westminster per presenziare alla riunione del parlamento dove si ratificò l'accettazione del dominio scozzese.

## Scorre il sangue dei Comyn
Nel 1306 fu reso noto che Giovanni di Scozia si sarebbe recato in Francia e non avrebbe quindi più portato la corona. Non con questo i Balliol erano privi di candidati, il figlio di Giovanni, Edward Balliol, benché ancora prigioniero in Inghilterra era un pretendente al trono. C'era un altro Balliol nella partita, John Comyn III, Signore di Badenoch nipote di Giovanni, si offrì a propria volta ed ovviamente si fece avanti anche Robert Bruce. Benché nel 1302 si fosse sottomesso ufficialmente ad Edoardo Bruce non aveva per questo rinunciato alla corona scozzese. Fin dal 1286 la concorrenza fra i Balliol e i Bruce aveva condizionato e guidato la politica scozzese e fatto incombere la minaccia della guerra civile. Il 10 febbraio 1306 Bruce uccise John Comyn III, Signore di Badenoch insieme al padre a Dumfries e la minaccia divenne decisamente più reale. Per molti scozzesi Badenoch era poco meno di un venduto e una spia al soldo inglese, mentre per gli inglesi non fu altro che un brutale omicidio commesso a sangue freddo. L'unica cosa su cui tutti concordavano era che, tolto di mezzo lui i Bruce avevano la strada spianata. Infatti, il 25 marzo 1306 Robert Bruce venne incoronato re di Scozia a Scone, fu una cerimonia alquanto improvvisata poiché mancavano sia la Pietra di Scone che il Conte di Fife che, in quanto primo nobile del paese, doveva mettere il nuovo sovrano sul trono. Il giorno dopo arrivò Isabella McDuff (morta nel 1313 o 1314), la moglie di John e sorella di Bruce, che reclamò per sé il diritto a regnare. Una seconda cerimonia ebbe luogo, ma le pretese di Isabella non furono accolte e Bruce rimase re. La posizione scelta dalla donna era di certo diversa da quella del marito, che appoggiava Balliol, e non è dato sapere come mai abbia intrapreso quella strada e come mai non risultino tentativi da parte di John di fermarla. Si può ipotizzare che i due fossero divisi da un profondo antagonismo politico. Isabella morì pochi anni più tardi, dopo essere stata spedita al nord dal fratello a seguito della pesante sconfitta di Metheven del 1306, venne imprigionata e di lei poi si perdono le tracce.

## La sconfitta in patria
Con la vittoria di Bruce i Comyn si posero dalla parte del re d'Inghilterra. Le forze messe in campo per sconfiggere il nuovo re furono molte, ma poco organizzate e sparse. D'altrocanto gli scozzesi mangiavano la vittoria pezzo dopo pezzo, operazione resa più facile dalla morte di Edoardo avvenuta il 1º luglio 1307 e la salita al trono del figlio, ben più debole del padre, Edoardo II d'Inghilterra. Le campagne di Bruce furono determinate e spietate, con perizia si dedicò alla sconfitta dei Comyn che erano e restavano i suoi peggiori nemici vista la loro influenza in patria.
La campagna partì nel tardo 1307 fino ai primi mesi del 1308. Qui Bruce cadde malato ed i Comyn ebbero l'opportunità di riprendersi la vittoria, le armate reali erano assottigliate ed il loro debole. Un attacco venne fatto presso Huntly, ma fu troppo debole, dopo qualche colpo di freccia incendiaria John ordinò la ritirata. Capire il perché di questo fallimento non è facile, è possibile che le sue abilità come condottiero non fossero enormi, ma è sicuramente da contare che non avesse pieno accesso a tutte le risorse possibili.
John venne definitivamente sconfitto alla Battaglia di Inverurie del 23 maggio 1308 che portò anche alla sua fuga in territorio inglese con le proprie terre alla mercé dei Bruce.
John non venne lasciato partire impunemente, il cosiddetto "Hurryng of Buchan" portò scozzesi contro scozzesi allo scopo di distruggere per sempre il potere dei Comyn in patria e gli atti commessi ebbero grande risonanza, tanto che per oltre cinquant'anni se ne parlò. I Comyn nel contado di Buchan non si ripresero più, mentre Balliol nelle terre di Galloway fu più ben accolto ed appoggiato nonostante avesse perso e fosse stato un re nelle mani di Edoardo.
John venne ben accolto in Inghilterra, ma ebbe poco tempo per godersi la nuova vita perché morì nel dicembre 1308.
Sua erede fu la nipote Alice Comyn, il cui marito Enrico di Beaumont reclamò per lei il contado di Buchan, e lo fece con tale veemenza che attorno al 1330 si accese di nuovo la guerra fra Bruce e Comyn.